# Raión de Bórovsk
El raión de Bórovsk (ruso: Бо́ровский райо́н) es un distrito administrativo y municipal (raión) ruso perteneciente a la óblast de Kaluga. Se ubica en el norte de la óblast. Su capital es Bórovsk.
En 2021, el raión tenía una población de 76 097 habitantes.
El raión es limítrofe al norte con la óblast de Moscú. Por el suroeste limita con el ókrug urbano de Óbninsk, por lo que alberga la periferia septentrional de esta ciudad, hasta el punto de que la localidad más poblada del raión no es la capital distrital homónima, sino Balabánovo, ubicada junto a Óbninsk.
Antes de la creación de la actual óblast de Kaluga en 1944, el raión de Bórovsk formaba parte de la óblast de Moscú.

## Subdivisiones
Comprende ocho entidades locales: las ciudades de Balabánovo, Bórovsk (la capital) y Yermólino, que forman ayuntamientos urbanos sin pedanías, y cinco asentamientos rurales. Estos últimos agrupan un total de 110 localidades rurales, albergando sus ayuntamientos los pueblos de Sovjoz Borovski y Vórsino y las aldeas de Asenyevskoye, Krivskoye y Sovyaki.